# Патрік Грок
Патрік Грок (фр. Patrick Groc, нар. 6 вересня 1960) — французький фехтувальник на рапірах, бронзовий призер (1984 рік) Олімпійських ігор.

## Виступи на Олімпіадах
| Олімпіада         | Дисципліна           | Місце |
| ----------------- | -------------------- | ----- |
| Лос-Анджелес 1984 | командна рапіра      | 3     |
| Сеул 1988         | індивідуальна рапіра | 40    |
| Сеул 1988         | командна рапіра      | 6     |
| Барселона 1992    | індивідуальна рапіра | 22    |
| Барселона 1992    | командна рапіра      | 7     |